# Kurt Gruber
Pour les articles homonymes, voir Gruber.
Kurt Gruber est un politicien nazi né le  21 octobre 1904 à Syrau, mort le 24 décembre 1943 à Dresde.
Lorsqu'il était un étudiant en droit, Gruber fonda « l'Association de Jeunesse pour la Grande-Allemagne », le noyau des futures Jeunesses hitlériennes (Hitlerjugend, la HJ).